# Người Lombard

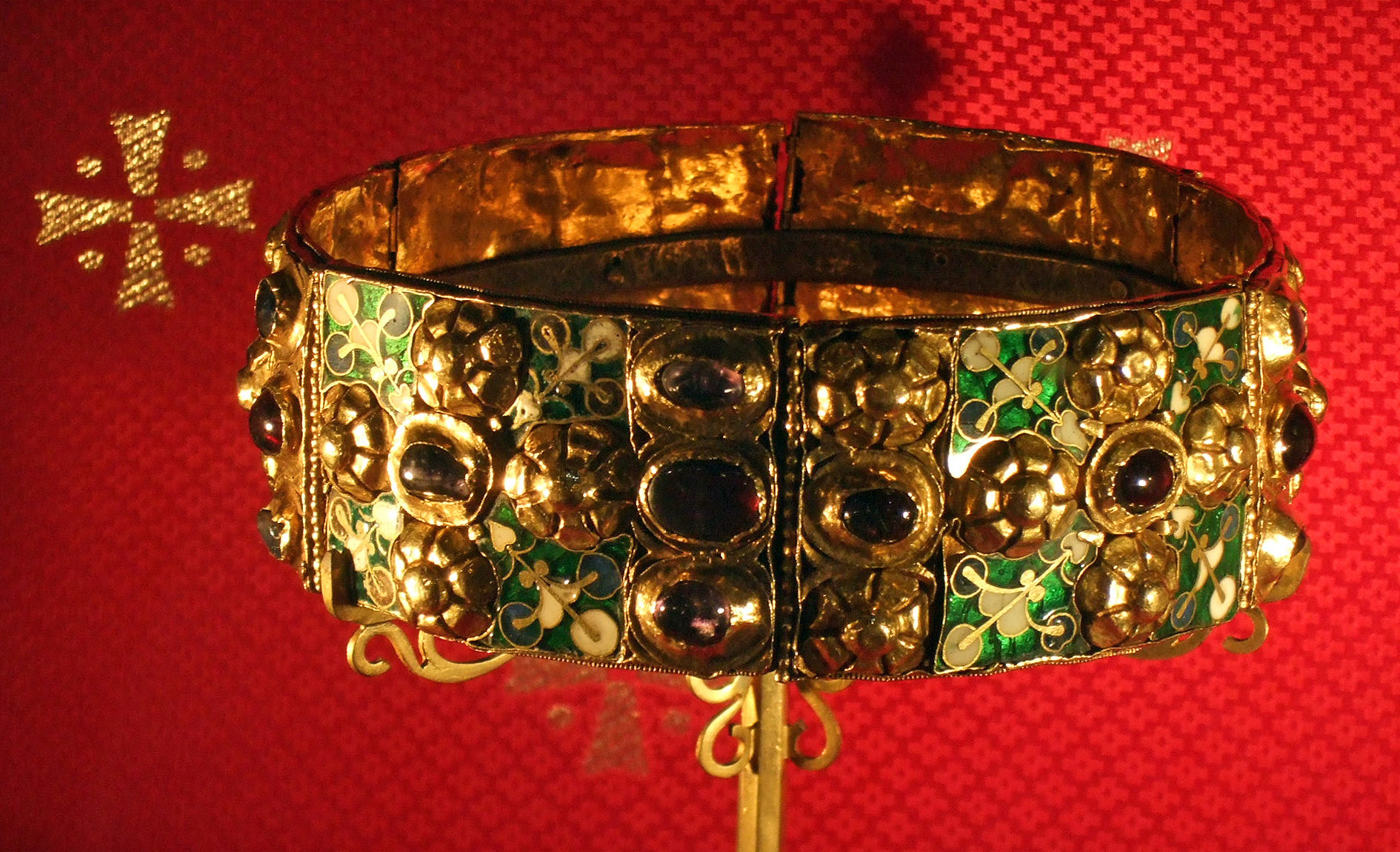
Miện đồng của Lombardy, được sử dụng cho lễ đăng quang của vua Ý cho tới năm 1946.

Người Lombard hay Langobard (tiếng La Tinh: Langobardī) là một bộ tộc German đã thống trị một vương quốc ở Ý từ năm 568 đến 774.
Sử gia người Lombard là Paul người trợ tế đã viết trong Historia Langobardorum rằng người Lombard bắt nguồn từ một bộ tộc nhỏ gọi là Winnili, cư ngụ ở nam Scandinavia (Scadanan), bộ tộc này đã di cư xuống phía nam để tìm kiếm những vùng đất mới. Vào thế kỷ thứ nhất sau CN, họ thành lập nên một phần Suebi, ở phía tây bắc nước Đức ngày nay. Vào thế kỷ thứ 5, họ chuyển tới khu vực mà ngày nay gần trùng khớp với Áo, nằm ở phía bắc sông Danube, tại đây họ đã khuất phục người Herul và sau đó tiến hành các cuộc chiến với người Gepid. Vua của Lombard là Audoin đã đánh bại thủ lĩnh Thurisind của người Gepid năm 551 hoặc 552; người kế tục ông là Alboin cuối cùng đã hủy diệt người Gepid trong trận Asfeld năm 567.
Sau chiến thắng, Alboin quyết định cho dân di cư tới Ý, nơi đã trở nên rất thưa thớt dân cư sau cuộc chiến tranh Gothic (535–554) kéo dài giữa Đế quốc Byzantine và Vương quốc Ostrogoth. Rất nhiều người Saxon, Herul, Gepid, Bulgar, Thuringian, và Ostrogoth đã gia nhập với người Lombard và cuộc chiếm đóng Ý của người Lombard gần như không có đối thủ. Cuối năm 569, họ đã chiếm được hầu hết các thành phố chủ chốt phía bắc sông Po ngoại trừ Pavia, thành phố thất thủ vào năm 572. Cùng lúc đó, họ cũng chiếm đóng những khu vực ở miền Trung và Nam Ý. Họ thành lập nên Vương quốc Lombard và sau đổi tên thành Regnum Italicum ("Vương quốc Ý"), vương quốc này đạt tới đỉnh cao vào thế kỷ 8 dưới sự trị vì của nhà lãnh đạo Liutprand. Năm 774, vương quốc bị vua người Frank là Charlemagne chinh phục và bị sáp nhập vào đế chế của người Frank. Tuy nhiên, các quý tộc Lombard tiếp tục cai trị nhiều khu vực của Bán đảo Ý cho tới thế kỷ 11, khi họ bị người Norman khuất phục và sáp nhập vào Vương quốc Sicilia. Di sản của họ cho tới ngày nay chính là cái tên của vùng Lombardia.

## Lịch sử